# Curcuma exigua
Curcuma exigua là một loài thực vật có hoa trong họ Gừng. Loài này được N.Liu mô tả khoa học đầu tiên năm 1987.

## Phân bố
Loài này có tại huyện Mễ Dịch, địa cấp thị Phàn Chi Hoa, tây nam tỉnh Tứ Xuyên, Trung Quốc. Tên gọi trong tiếng Trung là 细莪术 (tế nga thuật), nghĩa đen là nga truật nhỏ.

## Mô tả
Cây cao 40–80 cm. Thân rễ nhiều nhánh, ruột màu vàng; các rễ mập có củ ở tận cùng. Bẹ lá màu lục nhạt; cuống lá 5–8 cm; phiến lá màu xanh lục pha tía, dải hẹp dọc gân giữa màu đỏ, hình mũi mác đến rộng như vậy, ~20 × 5–7 cm, nhẵn nhụi, gốc hình nêm, đỉnh hình đuôi. Cụm hoa đầu cành trên thân giả; cuống ~3,6 cm; cành hoa bông thóc hình trụ, ~9 x 2,5 cm; lá bắc sinh sản hình trứng-hình elip; lá bắc mào màu trắng với đỉnh màu tía, thuôn dài, ~4,2 × 1 cm, nhẵn nhụi. Đài hoa ~1,3 cm, đỉnh 2 răng. Tràng hoa màu tía nhạt; ống tràng ~1,4 cm, có lông nhung ở họng; các thùy màu vàng, hình elip, ~1,5 cm. Các nhị lép bên màu vàng, hình trứng ngược, ~1 x 0,5 cm. Cánh môi gần tròn, ~1,2 × 1,1 cm, đỉnh màu vàng với tâm màu sẫm hơn, có khía răng cưa. Bầu nhụy rậm lông. Quả nang gần hình cầu. Ra hoa tháng 8-10.